# Beleg (kleding)

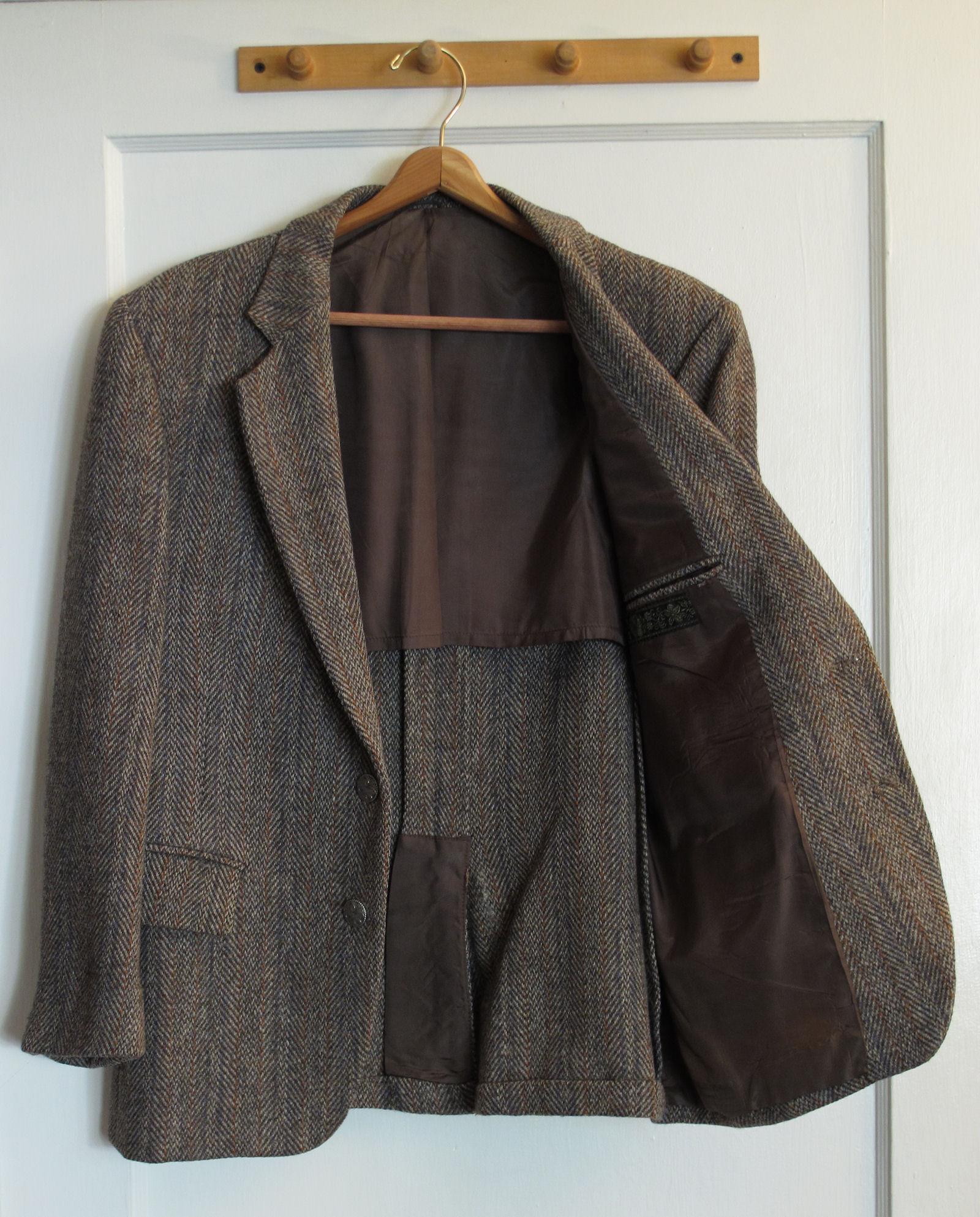
Colbert met beleg dat overloopt in de revers. Het jasje is gedeeltelijk gevoerd, waarbij de voering aan het beleg is vastgemaakt.

Het beleg van een kledingstuk is een onderdeel waarmee de binnenkant van het kledingstuk deels wordt afgewerkt. Het beleg wordt vaak toegepast bij gekromde halslijnen en armsgaten, waar een simpele zoom niet tot een aanvaardbaar resultaat zou leiden.

## Materiaal
De stof van het beleg is meestal van hetzelfde materiaal als de rest van de kleding. De voering wordt aan het beleg vastgemaakt. De functie van het beleg is versteviging, maar ook afwerking als de binnenkant van een kledingstuk zichtbaar kan worden. Soms wordt voor extra stevigheid nog een tussenvoering aangebracht.

## Toepassingen

Mantel met een beleg van gestreepte stof, schuin van draad geknipt.

Een beleg is vaak te zien aan de binnenkant van een mantel, jasje of colbert. Ook een zak en een kraag hebben vrijwel altijd een beleg. Hetzelfde geldt voor de halsopening van een japon. Een mouwloze japon zal voorzien worden van een beleg waar anders de mouwen gezeten zouden hebben, soms in één deel met het beleg van de hals.

## Uitvoering
Het beleg heeft de spiegelbeeldige vorm van het kledingstuk zelf, maar is smaller. Het beleg en de buitenzijde van het kledingstuk worden met de goede kanten tegen elkaar gelegd en aan elkaar gestikt. Vervolgens wordt de naadtoeslag kort afgeknipt en afgewerkt tegen het rafelen. Bij een sterke kromming van de naad wordt het beleg op een aantal punten ingeknipt, om trekken te vermijden. Ten slotte wordt het beleg naar binnen gevouwen. De naad wordt vervolgens geperst. Indien het beleg niet goed blijft zitten, kan het met enkele steken van de zoomsteek worden vastgezet.
In sommige gevallen kan het beleg worden aangeknipt. Dat is alleen mogelijk als de naad volkomen recht is. Er hoeft dan geen naad te worden gemaakt, maar het beleg wordt naar binnen gevouwen.